# Антонов, Олег Сергеевич
Олег Сергеевич Антонов (6 декабря 1928 года, Ярославль — 14 февраля 2008 года, Новосибирск) — российский кардиолог и радиолог, доктор медицинских наук, профессор, член Международной академии авторов научных открытий и изобретений, член Российской академии медико-технических наук, имеет высшую квалификационную категорию.

## Биография
В 1952 году окончил Ярославский государственный медицинский институт, а в 1959 году — аспирантуру при Центральном институте усовершенствования врачей в Москве по специальности «Рентгенология» под руководством профессора И. Л. Тагера. Под его же руководством была подготовлена кандидатская диссертация.
В июне 1960 года в составе основной группы специалистов Института экспериментальной биологии и медицины СО АН СССР (с 1965 года — Институт патологии кровообращения МЗ РСФСР) приехал в Новосибирск и стал работать в рентгенодиагностической лаборатории, продолжая и развивая таким образом работы своего директора и учителя Е. Н. Мешалкина, который в 1953 году защитил докторскую диссертацию на тему «Зондирование и контрастное исследование сердца и магистральных сосудов» и в следующем 1954 году под этим же названием выпустил монографию. Развивающаяся быстрыми темпами кардиохирургия диктовала в тот период необходимость точной диагностики пороков сердца, знания их патофизиологии и топической анатомии. Достигнуть этого можно было путём зондирования и рентгеноконтрастного исследования полостей сердца. Эти методики в Новосибирске были широко разработаны О. С. Антоновым.
В 1962 году Антонов защитил кандидатскую диссертацию, а в 1969 году — докторскую, в этот же год стал профессором. Тема докторской диссертации О. С. Антонова — «Ангиокардиография углекислым газом в хирургической диагностике пороков сердца». Автором в эксперименте, а затем и в клинике, была доказана безопасность быстрых массивных нагнетаний газа в сердце и сосудистую систему и обосновано диагностическое значение нового метода. Уже в 1963 г. О. С. Антонов и Г. Д. Мезенцев сообщают об успешном опыте диагностики дефектов перегородок сердца со сбросом крови слева-направо методом ангиокардиографии углекислым газом.
С 1979 года он заведовал рентгенорадиологической лабораторией Клинического центра СО АН СССР, затем такой же лабораторией в Ереванском филиале Всесоюзного центра клинической и экспериментальной хирургии МЗ СССР. С 1981 по 1997 год работал в системе Российской академии медицинских наук, занимая последовательно должности: заместителя директора Института терапии Сибирского отделения РАМН, директора Института профилактической кардиологии в Тюмени, затем главного научного сотрудника Института лимфологии в Новосибирске.
В 1992 году 18 июня учредительным собранием врачей Новосибирской области создана Новосибирская областная ассоциация врачей. Первым Председателем Правления НОАВ был избран Олег Сергеевич.
В 1997 году О. С. Антонов вернулся в ГУ «НИИ патологии кровообращения им. Академика Е. Н. Мешалкина МЗ РФ» и возглавил в нём лабораторию рентгеноконтрастных и внутрисердечных исследований, в которой работал изначально. О. С. Антонов — академик Академии медико-технической наук РФ и Международной академии авторов научных открытий и изобретений. Он член Ученого совета Института и Диссертационного совета, член редакционной коллегии журнала «Патология кровообращения и кардиохирургия», сотрудник кафедры сердечно-сосудистой хирургии НГМА.
О. С. Антонов руководитель 28 диссертаций, успешно развивал и внедрял новые методики (ангиокардиография, коронарография, биопсия миокарда, углубленная разработка диагностических возможностей бесконтрастных рентгенологических методов, УЗИ сердца и брюшной полости, лечение аритмий методом электрокардиостимуляции в сотрудничестве с В. В. Пекарским).
Он разработал и довел до уровня внедрения методику телемедицины; разработал отечественные инновационные принципы сканирующей цифровой рентгенографии и внедрил этот способ в нескольких учреждениях г. Новосибирска. В 2004 году профессору-кардиологу О. С. Антонову присвоили звание профессора по специальности «лучевая диагностика, лучевая терапия».
Автор более 240 публикаций, среди которых статьи в иностранных журналах, оригинальные разработки, не имеющие аналогов в мире, методические рекомендации и монография.
Дед — Густав Германович Фальк (1855—1924) — хирург, заведующий хирургическим отделением Ярославской губернской земской больницы (1895—1912).